# 肖古王

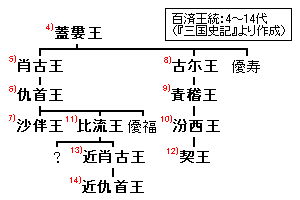
三国史记中的百济世系

肖古王(？—214年)，百濟第五代王，公元166~214年在位，為第四代王蓋婁王之子。
據《三國史記》記載，肖古王即位之初，因其父蓋婁王收留了新羅的叛國者吉宣，從而與新羅征戰不休。
167年7月攻打新羅西部邊境奪兩城，翌年8月阿達羅尼師今自漢水（漢江）親征逐肖古王回新羅，奪回二城。公元188年至190年肖古王再次攻打新羅奪數城。公元204年7月陷腰車城（忠清北道報恩郡懷南面）
公元214年肖古王率1000士兵奪石門城（黄海北道瑞興郡石門寺附近），但同年10月，靺鞨騎兵反攻下述水（京畿道驪州郡）。其後肖古王死去，在位49年。